# Quade Cooper
Quade Santini Cooper (Auckland, 5 aprile 1988) è un rugbista a 15 e pugile neozelandese naturalizzato australiano, apertura dei Kintetsu Liners in Top League.

## Biografia

### Attività nel rugby
Nato in Nuova Zelanda, crebbe a Tokora praticando rugby in squadra con suo cugino Sean Maitland fino a 13 anni, quando la sua famiglia si trasferì in Australia.
Selezionato per le giovanili australiane, entrò all'età di 18 anni nei Reds, la franchise professionistica di Brisbane, con la quale esordì nel corso del Super 14 2007.
Optò per rappresentare la federazione australiana e, nel novembre 2008, debuttò negli Wallabies a Padova, contribuendo a risolvere nel finale una partita che l'Italia stava pareggiando 20-20 a pochi minuti dalla fine.
Nel 2010 la notizia di un suo possibile passaggio al rugby a 13 nella squadra del Nuovo Galles del Sud dei Parramatta Eels si rivelò priva di alcun fondamento; a seguire, l'anno successivo, il suo più vittorioso, lo vide laurearsi campione del Super Rugby con i Reds e vincere il Tri Nations e, in seguito, aggiudicarsi il terzo posto, alla Coppa del Mondo di rugby 2011 con gli Wallabies.
Nel 2015 fece parte della selezione dei Wallabies che vinse il Championship 2015. Con l'Australia raggiunse anche la finale del mondiale affrontando la Nuova Zelanda, che ebbe la meglio vincendo 34-17. Lo stesso anno annunciò il suo passaggio ai francesi del Tolone, rinegoziando in seguito la durata del contratto per potere entrare a far parte dell'Australia Sevens impegnata ai Giochi olimpici di Rio de Janeiro 2016. Non possedendo però il passaporto australiano, Cooper non poté partecipare alle Olimpiadi.
Tornato in Australia, dal 2017 gioca nuovamente con i Reds fino al 2019, per poi passare ai Rebels di Melbourne. Nel 2019 ha militato nel campionato giapponese con i Kintetsu Liners.

### Attività nel pugilato
Quade Cooper debuttò nel pugilato da professionista affrontando l'8 febbraio 2013 il veterano della Muay thai Barry Dunnett. Combattendo nella categoria pesi massimi leggeri durante lo stesso evento che vide impegnato l'amico Sonny Bill Williams, anch'egli rugbista e pugile, ebbe la meglio sul suo avversario sconfiggendolo per KO al primo round.

## Palmarès
- Super Rugby: 1
Reds: 2011
- Tri Nations: 1

Australia: 2011
The Rugby Championship: 1
Australia: 2015